# Айнтрахт (Франкфурт-на-Майні)
«Айнтрахт» (нім. Eintracht Frankfurt Fußball A.G.) — німецький футбольний клуб з Франкфурта-на-Майні. Виступає в Бундеслізі.

## Історія

### 1899—1939
8 березня 1899 у Франкфурті-на-Майні були засновані клуби «Frankfurter Fußball-Club Victoria von 1899» і «Frankfurter Fußball-Club Kickers von 1899». 5 квітня 1908 року гравець «Kickers» Фріц Беккер забив два голи у товариському матчі проти збірної Швейцарії — першій грі німецької збірної з футболу. Того ж 1908 року до «Kickers» приєднується клуб «1. Frankfurter Hockeyclub». У 1911 році в результаті об'єднання «Kickers» і «Victoria» з'явився новий футбольний клуб — «Frankfurter Fußballverein (Kickers-Victoria) von 1899». У 1914 році після початку Першої світової війни чемпіонат країни був перерваний, а більшість гравців об'єднаного клубу пішли на війну.
Повернувшись з війни футболісти «Kickers-Victoria» відтворили клуб, а в квітні 1920 року вони об'єдналися з «Frankfurter Turngemeinde» (заснований в 1861 році) і організовують новий клуб — «Turn und Sportgemeinde Eintracht Frankfurt von 1861». Саме в цей час у назві клубу вперше з'являється слово «Айнтрахт» (досл. нім. одностайність, згода). У 1927 році через тиск Німецької гімнастичної Асоціації клуб був розформований і створено дві нові команди — «Turngemeinde Eintracht Frankfurt von 1861» і «Sportgemeinde Eintracht Frankfurt (FFV) von 1899», які проіснували порівняно недовго.

### 1945—1959
Після Другої світової війни, знов сформований клуб «SG Eintracht 1946» виграє Кубок Гессена. У 1954 році гравець «Айнтрахту» Альфред Пфафф у складі збірної ФРН стає чемпіоном світу. У 1959 році «Айнтрахт», перемігши в Берліні «Кіккерс Оффенбах», в перший і останній раз у своїй історії стає чемпіоном Німеччини.

### 1960—1978
У 1960 році «Айнтрахт 1946» став першим фіналістом Кубка європейських чемпіонів серед німецьких клубів. У фіналі 18 травня 1960 року в Глазго франкфуртців розгромив «мадридський Реал» з рахунком 3:7. За «Айнтрахт» 2 м'ячі з 3-х забив форвард Ірвін Штайн.
У 1963 році «Айнтрахт» був допущений до участі в першому розіграші чемпіонату Німеччини з футболу серед професійних клубів. У своєму першому сезоні в Бундеслізі «Айнтрахт» зайняв третє місце і вийшов у фінал Кубка ФРН, де поступився клубу «Мюнхен 1860» з рахунком 0:2. У 1968 році клуб змінив назву на сучасну — «Eintracht Frankfurt eV».
60-70-ті роки ХХ ст. виявилися для клубу з Франкфурта-на-Майні найвдалішими. За збірну ФРН виступали футболісти клубу Альфред Луц (срібний призер чемпіонату світу 1966 року), Бернд Гельценбайн (чемпіон світу 1974 року), Юрген Грабовскі (чемпіон світу 1974 року та чемпіон Європи 1972 року). У 1974 і 1975 роках «Айнтрахт» двічі вигравав Кубок ФРН.

### 1978—1994
Під керівництвом тренера Фріделя Рауша вийшов у фінал Кубка УЄФА, де 2 травня 1980 року переміг іншу німецьку команду «Боруссію» (Менхенгладбах). У 1981 і 1988 роках «Айнтрахт» виграв ще два Кубки ФРН, обігравши в фінальних матчах «Кайзерслаутерн» і «Бохум». У 1993 і 1994 роках «Айнтрахт» двічі виходив у чвертьфінал Кубка УЄФА, але повторити успіх 1980 року не зміг. У ті ж роки гравець клубу Тоні Єбоа ставав найкращим бомбардиром Бундесліги.

### 1994—2003
Після 1994 року становище клубу погіршується і за підсумками сезону 1995/1996 «Айнтрахт» вилетів у Другу Бундеслігу. Проте, в тому ж році воротар франкфуртців Андреас Кепке став чемпіоном Європи 1996 року. Через два роки, в 1998 клуб повернувся назад у Бундеслігу, але три сезони боровся за виживання та в 2001 році знов вибув в Другу Бундеслігу.
Повернення «Айнтрахта» у другий дивізіон збіглося з банкрутством основного спонсора команди, що призвело до виникнення боргу в 8 млн. €. Тільки екстрене створення пулу спонсорів, до якого увійшли і ряд міських компаній, наприклад, RMV, Fraport, Mainova, «Messe Frankfurt», врятувало команду від повного краху. На цьому проблеми клубу не закінчилися. Через помилку при оформленні ліцензійних паперів Футбольний союз Німеччини відмовив «Айнтрахту» у видачі ліцензії, що загрожувало клубу переведенням в Регіональну лігу. В результаті керівництву «Айнтрахта» вдалося зберегти місце у Другій Бундеслізі.
У 2003 році «Айнтрахт» домігся повернення в Бундеслігу, посівши третє місце в другому дивізіоні. Правда, затриматися серед найсильніших команді вдалося всього на рік.

### 2004— теперішній час
У 2004 році клуб очолив Фрідхельм Функель, який зумів всього за рік повернути «Айнтрахт» в Бундеслігу. У 2006 році франкфуртці програли в фіналі Кубка Німеччини мюнхенської «Баварії» з рахунком 0:1. Але, оскільки мюнхенці мали право грати в Лізі чемпіонів, то «Айнтрахт», попри поразку, отримав путівку в Кубок УЄФА, де зумів дійти до групової стадії. За останні три сезони найбільшого успіху клуб з Франкфурта домігся в сезоні 2007/08 років, зайнявши 9 місце. У сезоні 2010/11 вилетів, але вже в наступному сезоні, зайнявши 2-е місце у Другій Бундеслізі, повернувся в Бундеслігу. Відтоді Айнтрахт стабільно закріпився в елітному німецькому дивізіоні, зазвичай займаючи місця в середині турнірної таблиці. Найвищим досягненням стало шосте місце, яке Айнтрахт здобув у сезоні 2012-13. Цей результат дозволив команді потрапити до Ліги Європи. «Айнтрахт» легко пройшов раунд плей-офф, перегравши азербайджанський «Карабах» (4:1 за сумою двох матчів), і впевнено подолав груповий етап, набравши п'ятнадцять очок з вісімнадцяти можливих. Але у 1/16 фіналу команда поступилася португальському «Порту» за правилом виїзного голу (3:3 вдома і 2:2 на виїзді).
У сезоні 2014-15 команда посіла дев'яте місце в Бундеслізі. Форвард команди Александер Майєр став найкращим бомбардиром турніру, забивши дев'ятнадцять голів.
У сезоні 2018–19 «Айнтрахт» мав 21-шу найвищу відвідуваність в Європі, вище таких клубів, як «Олімпік Ліон», «Парі Сен-Жермен» та «Валенсія».
У Лізі Європи того ж сезону «Айнтрахт» дійшов до півфіналу змагань, програвши по пенальті лондонскому «Челсі», який згодом і став володарем трофею.
18 травня 2022 року перемогли шотландський «Рейнджерс» по пенальті з рахунком 5–4 після нічиї 1–1 в основний час та виграли фінал Ліги Європи УЄФА 2022.

## Кольори, клуб і герб
Герб клуба — аналогія гербу міста Франкфурт на Майні (імператорський орел 13 століття). Офіційно орел став гербом клубу в 1980 році. З 2006 року «Айнтрахт» має власного талісмана — беркута Attila з зоопарку Ханау.
Офіційні кольори клубу — червоно-чорні. Беруть витоки від двох команд, які передували створенню клуба — ФК «Вікторія» і ФК «Кікерз». Офіційні кольори двох команд — червоний і білий і чорний і білий відповідно. Під час об'єднання було вирішено взяти щось від кожної команди. Так команда отримала свої нинішні кольори.
Команда має власне прізвисько — Launische Diva (Moody Diva). Його можна було почути на стадіоні на початку 1990-х років. Команду називали вередливою дівою через те, що клуб легко вигравав у топ-команд і доволі часто програвав командам нижчим за рангом.

## Досягнення
Чемпіонат Німеччини:
- Чемпіон: 1959
- Срібний призер: 1932

Кубок Німеччини:
- Володар: 1974, 1975, 1981, 1988, 2018
- Фіналіст: 1964, 2006, 2017, 2023

Кубок європейських чемпіонів:
- Фіналіст: 1960

Кубок УЄФА/Ліга Європи УЄФА:
- Переможець: 1980, 2022

Кубок Інтертото:
- Переможець: 1967

## Склад команди
Станом на 16 серпня 2025
| №  | Поз. | Нац.      | Гравець                                     |
| -- | ---- | --------- | ------------------------------------------- |
| 1  | ВР   | Німеччина | Кевін Трапп (капітан)                       |
| 2  | НП   | Німеччина | Еліас Баум                                  |
| 3  | ЗХ   | Бельгія   | Артур Теат                                  |
| 4  | ЗХ   | Німеччина | Робін Кох                                   |
| 5  | ЗХ   | Швейцарія | Орель Аменда                                |
| 6  | ПЗ   | Данія     | Оскар Гойлунн                               |
| 7  | НП   | Німеччина | Ансгар Кнауфф                               |
| 8  | НП   | Алжир     | Фарес Шаїбі                                 |
| 9  | НП   | Німеччина | Джонатан Буркардт                           |
| 13 | ЗХ   | Данія     | Расмус Крістенсен (в оренді з Лідс Юнайтед) |
| 15 | ПЗ   | Туніс     | Ельєс Схірі                                 |
| 16 | ПЗ   | Швеція    | Гуго Ларссон                                |
| 17 | НП   | Франція   | Елі Ваї                                     |
| 18 | ПЗ   | Німеччина | Махмуд Дауд                                 |
| 19 | НП   | Франція   | Жан-Маттео Багойя                           |
| 20 | ПЗ   | Японія    | Ріцу Доан                                   |
| 21 | ЗХ   | Німеччина | Натаніель Браун                             |
| 22 | ЗХ   | США       | Тімоті Чендлер                              |
| 26 | ПЗ   | Франція   | Жуніор Діна Ебімбе                          |
| 27 | ПЗ   | Німеччина | Маріо Гетце                                 |

| №  | Поз. | Нац.       | Гравець              |
| -- | ---- | ---------- | -------------------- |
| 29 | ЗХ   | Франція    | Нільс Нкунку         |
| 30 | НП   | Бельгія    | Міші Батшуаї         |
| 31 | ПЗ   | США        | Пакстон Ааронсон     |
| 33 | ВР   | Німеччина  | Єнс Граль            |
| 34 | ЗХ   | Німеччина  | Ннамді Коллінз       |
| 37 | ПЗ   | Німеччина  | Єремія Малюзе        |
| 38 | ПЗ   | Німеччина  | Ебу Бекір Іш         |
| 39 | ВР   | Німеччина  | Аміл Силєвич         |
| 40 | ВР   | Бразилія   | Кауа Сантуш          |
| 41 | ЗХ   | Малі       | Фуссені Думбія       |
| 42 | ПЗ   | Туреччина  | Джан Узун            |
| 43 | ВР   | Швеція     | Нільс Раммінг        |
| 44 | ЗХ   | Еквадор    | Девіс Баутіста       |
| 45 | ПЗ   | Німеччина  | Марвін Дільс         |
| 47 | ПЗ   | Угорщина   | Ноа Фенйо            |
| 49 | ЗХ   | Іспанія    | Дерек Боак'є Осей    |
| 50 | НП   | Німеччина  | Алессандро Гал Соуза |
|    | ЗХ   | Португалія | Ауреліо Бута         |
|    | НП   | Німеччина  | Джессік Нганкам      |
|    | ЗХ   | Хорватія   | Хрвоє Смолчич        |